# 新桥广场

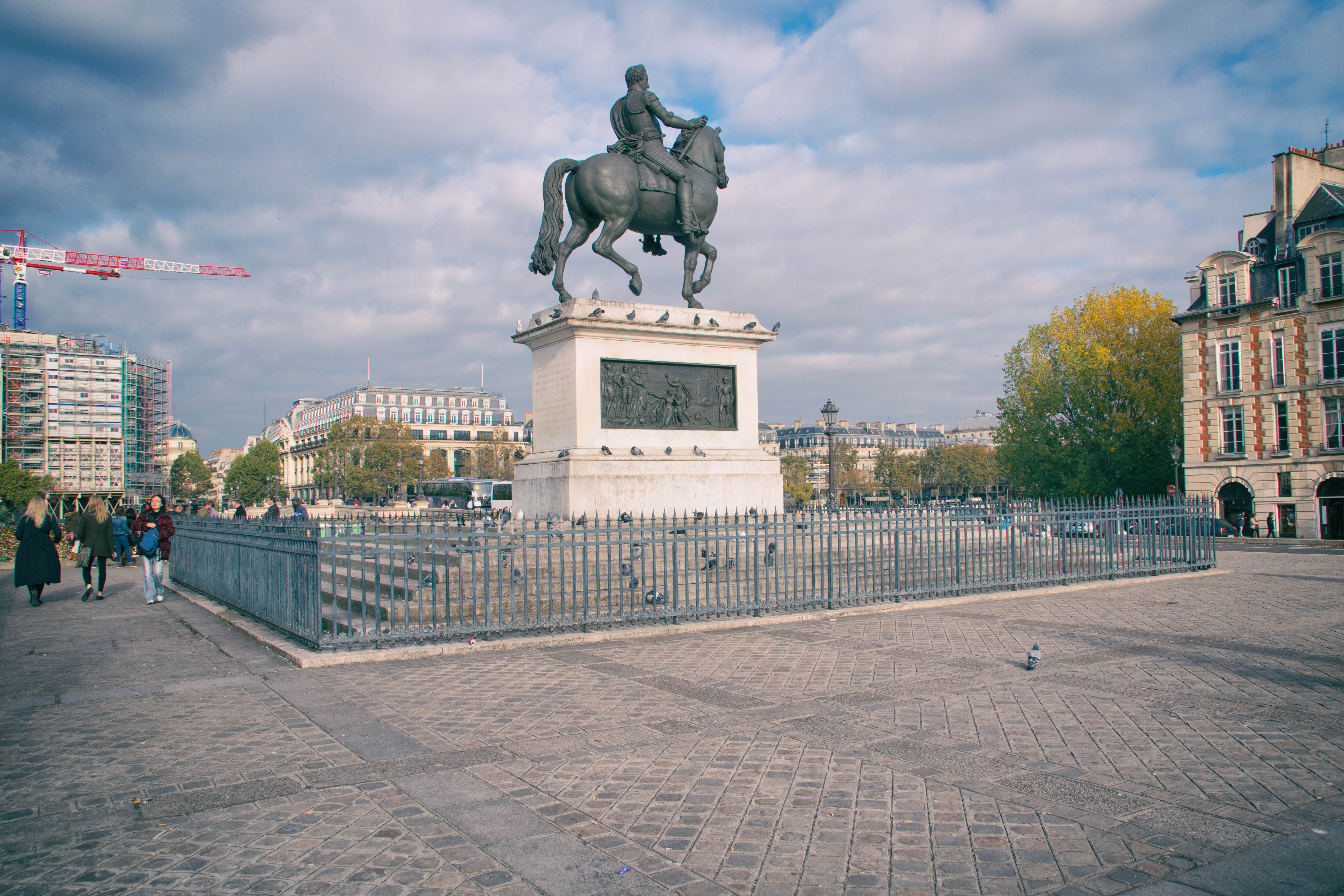

新桥广场（Place du Pont-Neuf）是巴黎第一区的一个广场，位于西岱岛的西部，新桥的两部分之间。西岱岛北侧的时钟堤岸（Quai de l'Horloge），和南侧的堤岸（Quai des Orfèvres）的西端均汇集于此。其西侧，即西岱岛西端，为square du Vert-Galant。其东侧不远处，即太子廣場（Place Dauphine）。

## 名称
新桥广场得名于新桥。

## 历史
新桥广场原名亨利四世广场（Place Henri-IV）。

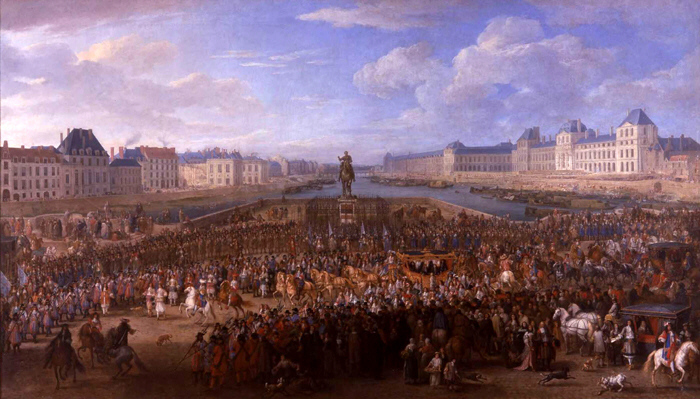
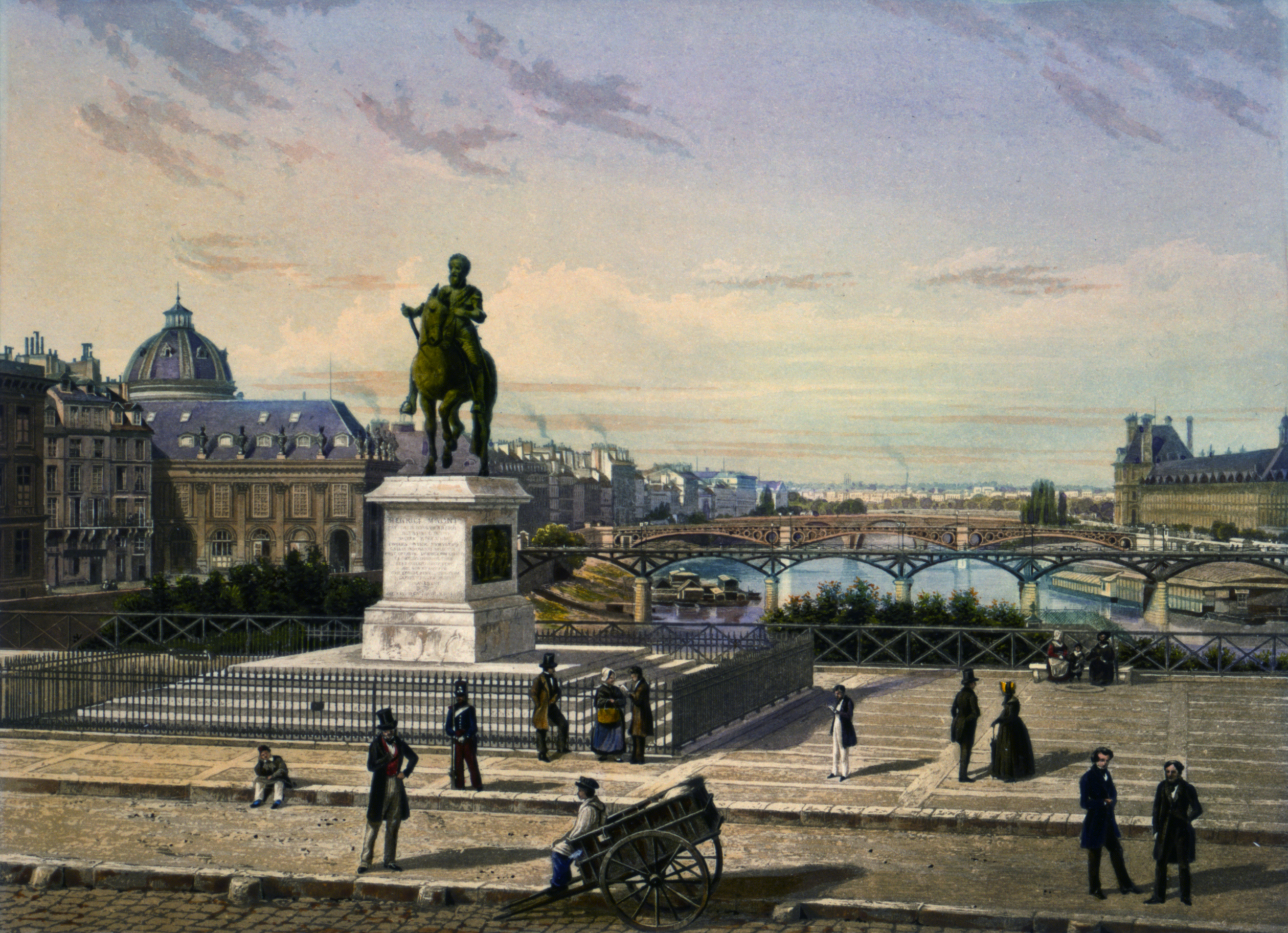

## 建筑

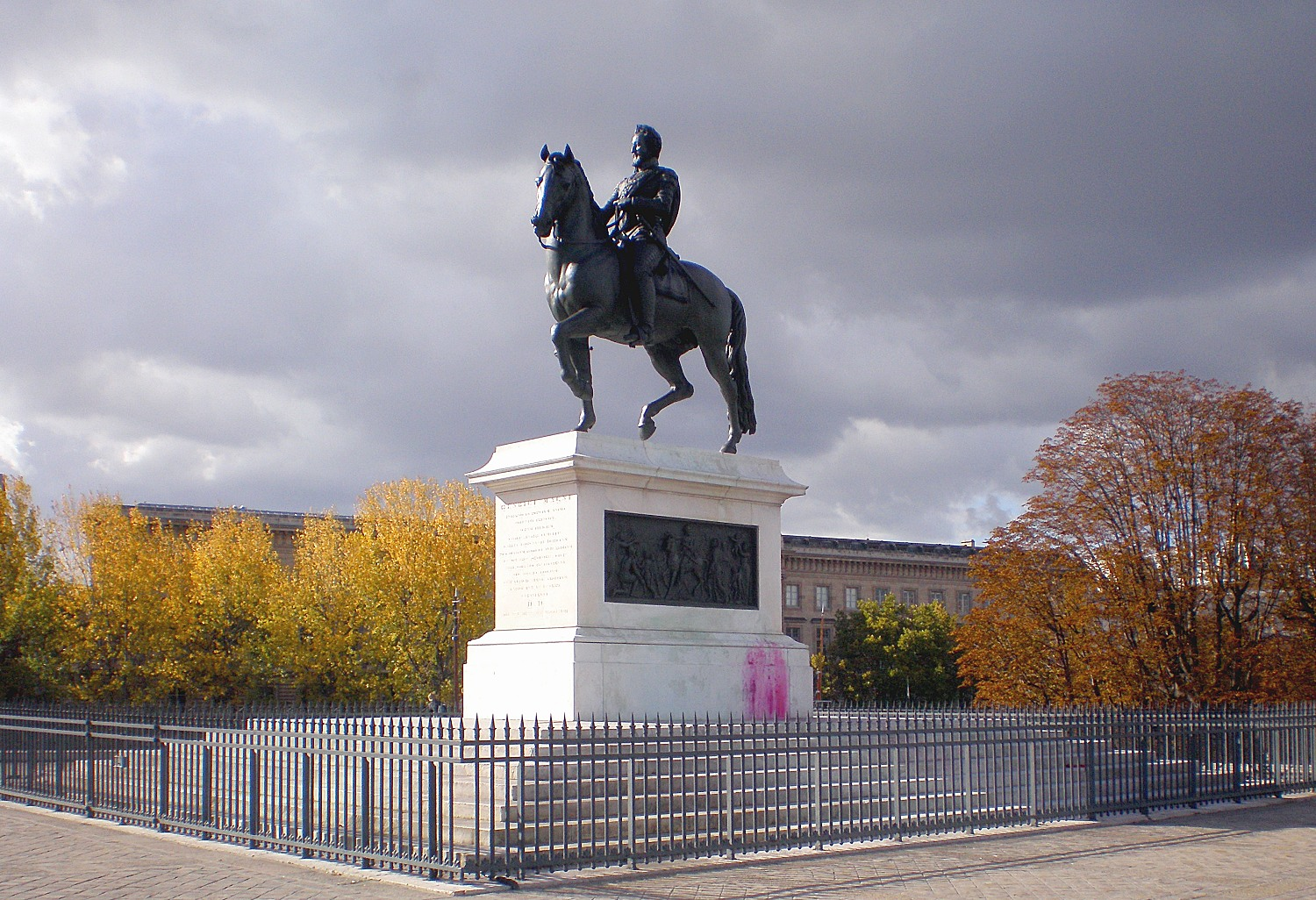
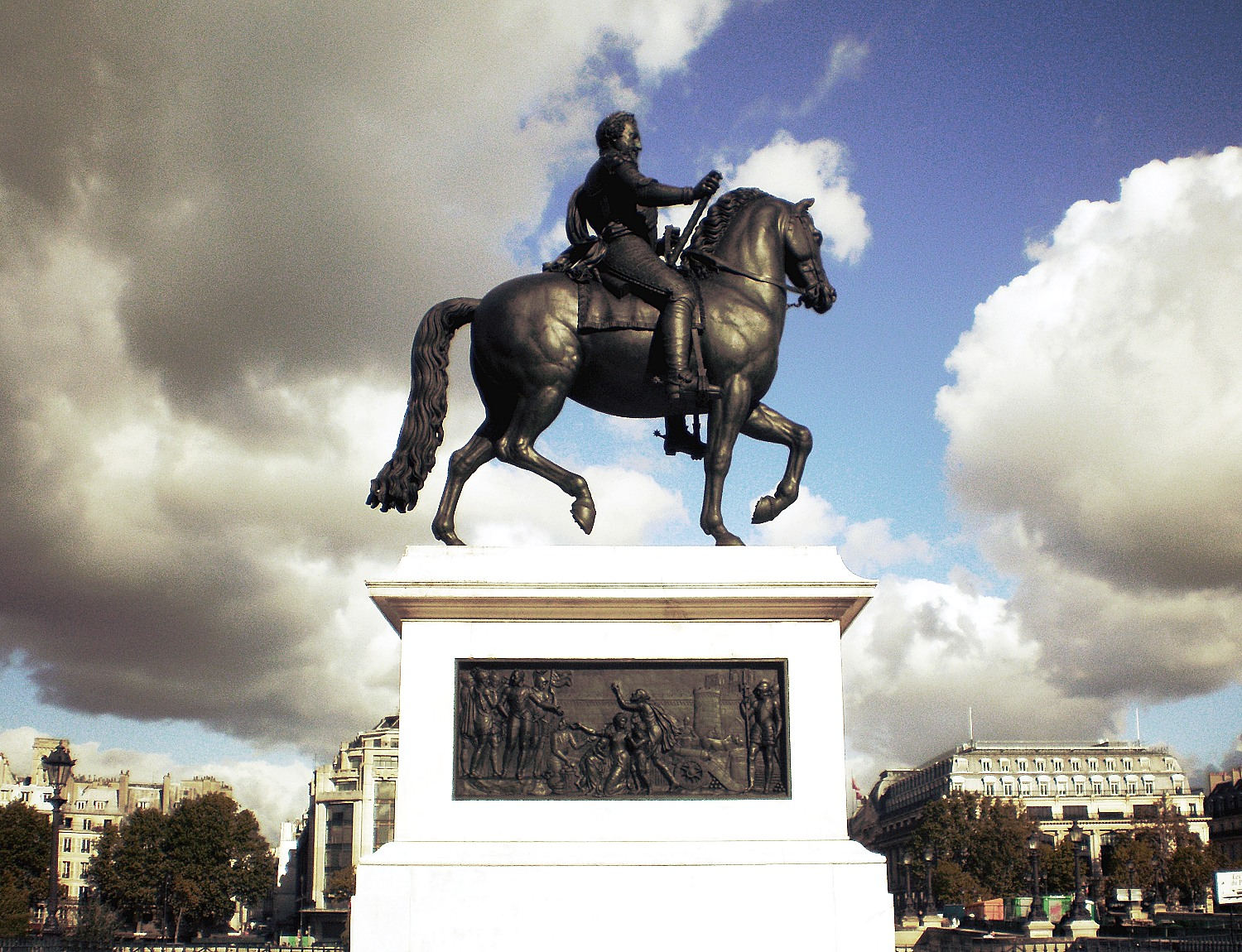

- 亨利四世骑马雕像